# Kees de Boer (illustrator)
Kees de Boer (Hoorn, 14 juni 1965) is een Nederlands striptekenaar, cartoonist en illustrator.

## Levensloop
De Boer studeerde vier jaar aan de Grafische MTS in Amsterdam. Na zijn debuut in underground magazines waaronder Coyote en een periodiek stripverhaal in het Noordhollands Dagblad brak hij in 1987 door toen hij voor Eppo Wordt Vervolgd ging werken. Voor de Eppo tekende hij Max Laadvermogen, waarvan één album gepubliceerd werd. Voor de Donald Duck tekende hij samen met Rolf Hartog van Banda de strip Sidi en Smook en tekent hij cartoons voor de moppentrommel.
Ook werkte De Boer samen met Gerard Leever in Funny Farm, waar ze werkten aan de serie Het Felix Flux Museum voor het Sjors en Sjimmie Stripblad en aan "Junior Reporter" voor de Junior.
Hiernaast werkte De Boer voor Panorama, het Mickey Maandblad, vrijwel ieder kinderblad van Sanoma en Malmberg en deed veel illustraties voor uitgaven van Wolters Noordhoff en EPN.
Sinds 1996 illustreert hij ook veel kinderboeken, sinds 2004 vaak in samenwerking met Tjibbe Veldkamp.
Kees de Boer woont en werkt in Arnhem.